# Joachim Böhmer
Joachim Böhmer (født 1. oktober 1940 i Berlin, død 28. december 1999) var en tysk roer.

## Karriere

### Roning
Böhmer roede flere forskellige bådtyper og vandt bronze ved DDR-mesterskaberne i toer uden styrmand i 1965. Han var med til at vinde VM-bronze i 1966 i otteren, hvorpå han blev østtysk mester i dobbeltsculler i 1967 samt vandt sølv ved de nationale mesterskaber året efter. I 1969 roede han singlesculler og blev østtysk mester samt EM-sølvvinder. I 1970 kom han til at ro dobbeltsculler sammen med Uli Schmied, og sammen med ham vandt han VM-sølv i 1970 og EM-guld i 1971 samt det østtyske mesterskab begge år.
Duoen deltog derpå OL 1972 i München, hvor de efter en andenplads i deres indledende heat vandt deres opsamlingsheat, hvorpå de vandt deres semifinale. I finalen kom kampen om guldet til at stå mellem Aleksandr Timosjinin og Gennadij Korsjikov fra Sovjetunionen og Frank Hansen og Svein Thøgersen fra Norge, en duel der endte med sejr til den sovjetiske duo, mens nordmændene fik sølv, og et stykke efter disse sikrede Schmied og Böhmer sig bronzen meget sikkert.

### Videre karriere
Böhmer studerede statskundskab og blev kriminaltekniker ved det østtyske politi. Han blev gift med Irmgard Brendenal, der også var roer.

## OL-medaljer
- 1972:  Bronze i dobbeltsculler